# Rudi Arndt
Pour les articles homonymes, voir Arndt.
Rudi Arndt, né le 1er mars 1927 à Wiesbaden (Hesse) et décédé le 14 mai 2004 près de Kiev (Ukraine), est un homme politique allemand membre du Parti social-démocrate d'Allemagne (SPD).

## Origine et formation

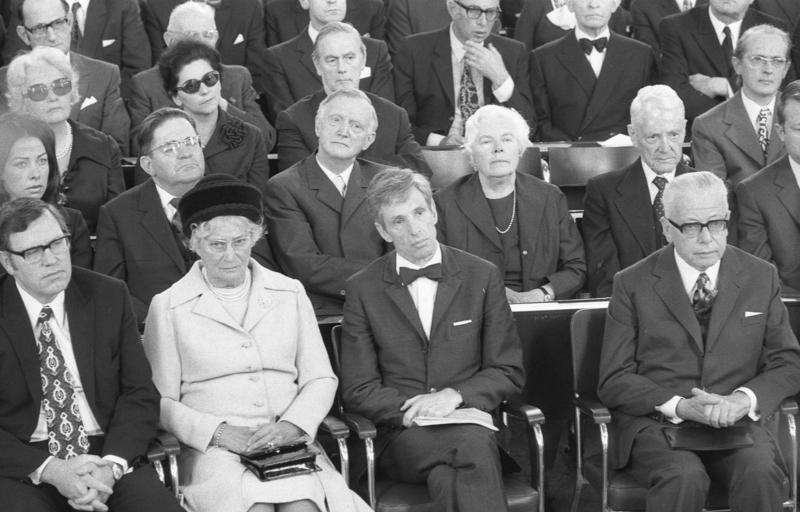
Rudi Arndt (à gauche).

Rudi Arndt est né le 1er mars 1927 à Wiesbaden dans la Hesse. Son père Konrad Arndt est délégué syndical de la Allgemeinen Deutschen Gewerkschaftsbundes (ADGB). Pendant la période nazie, il est emprisonné dans le camp de Esterwegen à cause de ses convictions marxistes. Il est exécuté en 1940. Sa mère Betty Arndt, née Stunz, est adhérente au Parti social-démocrate (SPD). Son grand-père est l'un des fondateurs de la SPD, à Francfort en 1864.
Rudi Arndt effectue ses études secondaires à Francfort et obtient l'Abitur (baccalauréat) en 1946. Il étudie ensuite le droit et les sciences politiques à l'université de Francfort jusqu'en 1959.

## Fonctions locales

### Premières fonctions
Rudi Arndt adhère au Parti social-démocrate (SPD) en 1945. Entre 1948 et 1954, il est président des Jeunesses socialistes – Les Faucons dans la zone sud de la Hesse. Entre 1953 et 1956, il est responsable de la justice des mineurs et du plan fédéral pour la jeunesse au sein du ministère régional de l'Intérieur.
Entre 1952 et 1956, Rudi Arndt est conseiller municipal de Francfort. En septembre 1956, il est élu au Landtag (parlement régional) de Hesse dans la 35e circonscription, qui correspond à la banlieue de Francfort. Entre 1961 et 1964, il préside le groupe parlementaire de la SPD au Landtag.

### Ministre régional
En septembre 1964, à la suite d'une crise gouvernementale, il devient ministre régional de l'Économie et des Transports au sein du cabinet Zinn IV. Il conserve ensuite ce poste dans le cabinet Zinn V.
Le 22 octobre 1969, il devient ministre des Finances dans le cabinet Osswald I.

### Maire de Francfort
Le 17 novembre 1971, le maire SPD de Francfort Walter Möller meurt subitement. Le parti avance le nom de Rudi Arndt comme possible successeur, mais celui-ci est peu intéressé par cette fonction. Il se plie néanmoins à la discipline du Parti et renonce à une possible carrière fédérale. Il est élu bourgmestre de Francfort le 16 décembre 1971.
Peu après son élection, il exprime ses intentions pour la ville : « Les anciens de Francfort savent encore ce que l'on appelait das goldige Frankfurt [« Francfort dorée »] ». Ce n'était pas seulement la vieille ville de Francfort, la galerie d'art Schirn, la place Fünffinger, l'opéra et la place Hauptwache ; c'était aussi l'humanité et l'esprit de tolérance. Cette goldige Frankfurt a été brutalement détruite par le Troisième Reich. Nous avons reconstruit Francfort comme un carrefour de l'Europe, avec toutes les contradictions qui surgissent nécessairement en ce temps de contradictions sociales. Mais nous devons faire davantage, pour que ce qui faisait cette goldige Frankfurt, l'humanité et la tolérance, caractérise à nouveau cette ville."
Rudi Arndt conserve la fonction de maire jusqu'en 1977. Il est surnommé « Dynamit-Rudi » à la suite de sa proposition de démolir le Vieil opéra de Francfort, bombardé pendant la Seconde Guerre mondiale. La reconstruction de l'opéra selon le plan originel a commencé pendant son mandat, et il aurait déclaré : « On devrait simplement faire exploser les ruines dans les airs. » La destruction n'a jamais eu lieu et Rudi Arndt a plus tard nié l'avoir sérieusement envisagée.

## Fonctions européennes
Entre 1979 et 1984, Rudi Arndt est député au Parlement européen. Il est vice-président du Groupe socialiste et de la Commission des budgets.
Rudi Arndt est réélu en 1984 et devient alors président du Groupe socialiste jusqu'à la fin de son mandat en 1989.

## Fin de carrière
En 1989, Rudi Arndt quitte son mandat européen et se rend en Thuringe en tant que délégué de la SPD. Il participe à la construction du futur Land de l'Allemagne réunifiée.
Rudi Arndt décède le 14 mai 2004 d'une crise cardiaque alors qu'il effectuait une croisière sur le fleuve Dniepr, près de Kiev en Ukraine, à l'âge de soixante-dix-sept ans.
Le Parti social-démocrate publie un communiqué de presse à sa mémoire : « Dans chacune de ses charges et fonctions, Rudi Arndt a été un combattant vaillant pour la justice sociale. Il a tenu un discours clair et précis, et a toujours agi en conformité avec ses convictions. Il a apporté pendant des décennies une contribution indispensable au développement de notre communauté. Son inlassable dévouement à la cause commune, sa personnalité franche et ses sages conseils nous manqueront à tous. La social-démocratie allemande honorera la mémoire de Rudi Arndt. »
Le ministre-président de la Hesse Roland Koch salue Rudi Arndt comme « l'une des personnalités les plus influentes de la politique de la Hesse des années 60 et 70 ». La maire de Francfort Petra Roth le décrit comme « un Frankfurter passionné, une personnalité intègre et affirmée. C'était un original, sans équivoque, sans ambiguïté, et d'une grande force de conviction. »
Il est enterré au cimetière principal de Francfort.